# Hippopotamyrus ansorgii
Hippopotamyrus ansorgii és una espècie de peix africà del gènere Hippopotamyrus en la família Mormyridae, endèmic en diverses conques hidrogràfiques d'Àfrica, com els rius Cuanza, Congo, Ruo (rarament), Cunene, Okavango, Zambezi, Pungwe i Buzi. És nativa d'Angola, Botswana, Malawi, Moçambic, Namíbia, Zàmbia i Zimbàbue.

## Morfologia
En funció de la seva morfologia, pot agrupar-se dins dels denominats «lluços del riu Nil» juntament amb el Brienomyrus, Mormyrops, Marcusenius, Petrocephalus y Pollimyrus.
Posseeix petites barbes i es caracteritza per posseir un cap allargat que pot arribar a mesurar el doble del seu alt. Manquen de l'extensió de l'aparell bucal dels peixos elefant.
Pot aconseguir una grandària aproximada de 150 mm.

## Estat de conservació
Respecte a l'estat de conservació es pot indicar que d'acord amb la UICN aquesta espècie es pot catalogar en la categoria de «risc mínim (LC o LR/lc)».